# Oncideres dalmanii
Oncideres dalmanii är en skalbaggsart som beskrevs av Thomson 1868. Oncideres dalmanii ingår i släktet Oncideres och familjen långhorningar. Inga underarter finns listade i Catalogue of Life.